# جيم كات
جيم كات (بالإنجليزية: Jim Kaat)‏ هو لاعب كرة قاعدة أمريكي، ولد في 7 نوفمبر 1938 في زيلاند في الولايات المتحدة.

## وصلات خارجية
- جيم كات على موقع دوري كرة القاعدة الرئيسي (الإنجليزية)
- جيم كات على موقعبيزبول رفرنس.كوم (الدوري الرئيسي) (الإنجليزية)
- جيم كات على موقعبيزبول رفرنس.كوم (الدوري الثانوي) (الإنجليزية)
- جيم كات على موقع جمعية أبحاث البيسبول الأمريكية (الإنجليزية)
- جيم كات على موقع إي إس بي إن.كوم (أم.أل.بي) (الإنجليزية)
- جيم كات على موقع مشجعي الرسوم البيانية (الإنجليزية)